# Трипільські міста
Трипі́льські міста́ — термін часто вживаний для опису поселень-гігантів трипільської культури. Поширені на території сучасних України, Молдови і Румунії. На жаль, за даними археології початку 2000-х років такі поселення не можуть бути містами в сучасному розумінні., саме тому серед частини населення вживається термін "протоміста".
Ці поселення, можна вважати першими проявами цивілізації на території України.
Найбільші міста були збудовані в 4000—3700 роках до н. е., що були наймасштабнішими поселеннями тогочасної Європи.

## Населення і площа
Під час найбільшого розквіту трипільської культури  (наприкінці середнього етапу) населення на всій території її розповсюдження становило близько 410 000—1 000 000 осіб, а зайнята територія — близько 190 000 км².
Окремі ж міста населяли до 25 000 чоловік, при цьому вони мали площу до 450 га. Найбільші міста знайдені на території сучасної Черкаської області.
Свої міста трипільці використовували 50—80 років, після чого їх спалювали і жителі переходили на нове місце.

### Найбільші міста
- Поблизу с. Тальянки — близько 3700 до н.е., 15 000—25 000 жителів, до 2 700 будинків, площа 450 га. Тальянки був найбільшим містом трипільців в 3600—3500 роках до н.е.
- Поблизу с. Доброводи — близько 3800 до н.е., до 10 000 жителів, площа 250 га.
- Поблизу с. Майданецьке — близько 3700 до н.е., 6 000—10 000 жителів, до 1575 будинків, площа 270 га.
- Поблизу с. Небелівка — близько 4000 до н.е., площа 300 га. Найбільше трипільське місто свого часу.
- Поблизу с. Веселий Кут — площа 150 га.
- Поблизу с. Косенівка — площа 120—180 га.

## Архітектура і планування міст

Реконструкція загального вигляду трипільського міста біля с. Майданецьке

Міста трипільців мали до 2 800 будівель, найвищі були 2 або 3 поверхові, найбільші з яких мали площу 500—1000 м².
На думку вітчизняних археологів, трипільські міста «були не тільки центрами племінної округи, а й самостійними суспільно економічними одиницями, які цілком забезпечували себе продуктами землеробства і скотарства.
У селі Майданецьке розкопано двоповерхову будівлю розміром 24х7 м. На другому поверсі виділені два приміщення, які, найімовірніше, використовувалися для зборів чи молитов. Ця будівля свідчить про наявність громадських споруд.
Агроміста трипільської культури — це типові міста-держави з різноманітним осілим землеробським населенням. Розташовувались вони наближено одне від одного, а також не мали спеціалізованих військових оборонних споруд, що свідчить про неконфліктне господарське, суспільне, культурне співіснування цих поселень. Характер архітектури трипільських міст вказує на те, що вони не мали захисних мурів, отже не вели між собою війн. 
Самі поселення розташовувалися таким чином, щоб протистояти різноманітним природним впливам, зокрема таким, як повені, буревії, снігові замети, проникнення великої кількості хижих звірів, мігруючих давньоукраїнським тереном гігантських стад дикої худоби, приміром турів.